# Bernský prostor

Minimální rozměry při zcela stlačených náraznících

Bernský prostor je vžité označení prostoru v oblasti táhlových a narážecích ústrojí železničních kolejových vozidel, který má zůstat volný pro zajištění bezpečnosti personálu při spřahování nebo rozpojování vozidel. Ustanovení platí pouze pro vozidla s klasickým narážecím a spřahovacím ústrojím (postranní nárazníky a šroubovka) na normálním rozchodu.
Tento prostor se nachází po obou stranách šroubovky a má definované minimální rozměry 2000×400×300 mm (výška×šířka×hloubka). Hloubka 300 mm platí pro zcela stlačené nárazníky a musí být dodržena u každého vozidla. Minimální hloubka prostoru u dvou u sebe stojících vozidel je tedy celkem 600 mm.
Svůj název dostal bernský prostor podle dohody o technické jednotnosti na železnici, která byla dojednána na konferenci evropských železnic v Bernu konané ve dnech 16.–19. října 1882  a která vstoupila v platnost 1. dubna 1887. 
Ustanovení platí dosud. Mezinárodní železniční unie je vydala jako svou vyhlášku UIC 521. Je součástí českého právního řádu.  Má oporu i v Technických specifikacích pro interoperabilitu – Nákladní vozy.